# 7월 14일 혁명

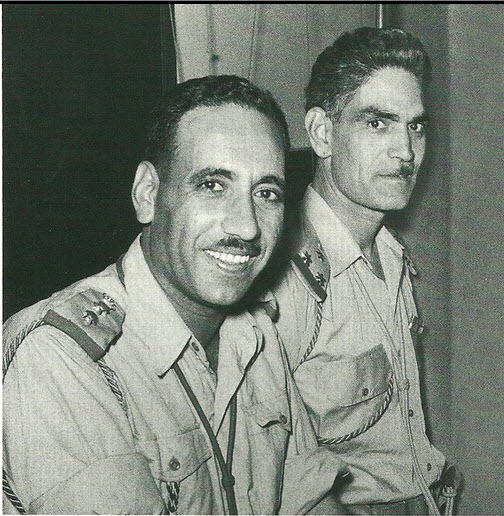
쿠데타를 주도한 압둘 살람 아리프 (좌측), 압둘카림 카심 (우측)

7·14 혁명 또는 1958년 이라크 쿠데타는 1958년 7월 14일 이라크에서 압둘카림 카심, 압둘 살람 아리프 등의 군 장교들이 주도하여 쿠데타를 일으켜 이라크 하심 왕조와 친서방 정부를 축출한 사건이다. 쿠데타 당일 파이살 2세, 압둘 일라 친왕, 누리 알사이드 총리 등이 이라크군에 의해 살해당했다.
고조되는 아랍 민족주의와 함께 등장한 아랍 연합 공화국에 이집트, 시리아, 북예멘이 참여하고 1958년 레바논 위기로까지 이어지자, 이라크의 총리이던 누리 알사이드는 고립을 경계하여 같은 하심 왕가를 군주로 하는 요르단 왕국과 협력을 강화하려 하고 있었다. 그러나 요르단으로 보내려던 지원군은 반란 계획에 의해 도리어 쿠데타군의 핵심 전력이 되었고, 순식간에 바그다드가 쿠데타군에 의해 점령되어 정부가 전복되었다.
이로써 하심조 아랍 연방은 6개월만에 해체되고 이라크 공화국이 수립된다. 이후 압둘카림 카심은 총리로 정권을 잡고 있다가 1963년 2월 8일 라마단 혁명이 일어나자 축출·살해되었다.

## 같이 보기
- 이라크 하심 왕국
- 이라크 공화국 선언
- 이라크 공화국 (1958년~1968년)